# Gerd Binnig
Gerd Binnig (n. 20 iulie 1947, Frankfurt am Main, Germania sub ocupație aliată) este un fizician german, laureat al Premiului Nobel pentru Fizică, în 1986, împreună cu Heinrich Rohrer, pentru proiectarea microscopului electronic cu scanare și tunelare. Cei doi au împărțit o jumătate din premiu, cealaltă fiindu-i acordată lui Ernst Ruska, cel care a construit primul microscop electronic.